# Avenida Blas Parera - Pedro Zanni (Paraná)
La Avenida Blas Parera - Pedro Zanni es una de las más importantes arterias de la ciudad de Paraná, Entre Ríos, Argentina, tiene doble sentido en toda su extensión norte-suroeste y cambia su denominación a partir de la Avenida Almafuerte (Paraná).
La avenida posee dos carriles doble mano con separadores de líneas amarillas y blancas intermitentes. Inicia en norte de la ciudad desde el ingreso al Camping Toma Vieja y se traza verticalmente por todo el ejido hasta convertirse en vía de acceso hacia la ciudad de Oro Verde.
Es por eso, que tiene un rol importante en el transporte interurbano, interprovincial y de carga. Esto se debe, a que la mayoría ingresa o egresa hacia la Provincia de Santa Fe a través del Túnel Subfluvial hacia el interior de la Provincia de Entre Ríos y viceversa, la utiliza como camino o trazada principal. 

## Historia
El trazado principal, desde el norte hasta Avda. Don Bosco, se remonta a fines de siglo XIX y principios del siglo XX; ya que en la ribera del río se emplazaba la planta potabilizadora de la Toma de Aguas Corrientes, que funcionó allí hasta 1939.
En cambio en el tramo sur, la parte más transitada iba desde Avda. Almafuerte hasta Avda. Newbery, que permitía llegar a lugares como Gazzano, la Base Aérea y una creciente San Benito.
En la modernidad, entrado el siglo XXI, y conforme al crecimiento de la ciudad, Avda. Zanni siguió presentando falencias y muy poca urbanización. Manteniendo problemas que rodeaban temas como la falta de cordones y cunetas, un buen trazado de veredas e inversión en desagües pluviales, que generaban que calles aledañas de asfalto y de tierra se inundaran.
A partir de 2016, a la actualidad, se han efectuado varias obras municipales y provinciales que han permitido urbanizar y agilizar la zona, rehabilitando la carpeta asfáltica, creación de cunetas y bocas de tormenta, descentralizando e incluyendo calles cercanas.
Desde 2018, también se habilitó el tramo de Avda. Zanni desde la intersección con calle Ricardo Balbín hasta el ingreso de la ciudad de Oro Verde por Avda. Los Cisnes; generando una alternativa y descongestionando así Avda. de las Américas - Ruta Provincial 11.

## Transporte
- Líneas de colectivos urbanos/metropolitanos:

- - 1A: Desde Ambrosetti hasta Ing. Jozami (Toma Nueva) o ingreso Camping Toma Vieja (IDA) y desde Camping Toma Vieja o Carlos Darwin hasta Avda. Circunvalación José Hernández (VUELTA)
  - 4: Desde Av. Jorge Newbery hasta Av. Almafuerte (IDA) y viceversa (VUELTA)
  - 5: Desde Alte. Brown hasta Avda. Don Bosco (IDA) y viceversa (VUELTA)
  - 12: Tanto en IDA como en VUELTA recorre desde Avda. Los Cisnes (Oro Verde) hasta Avda. Don Bosco.
  - 14: Desde Gdor. Tibiletti hasta Bernardo O'Higgins (IDA) y viceversa (VUELTA)
  - 16: Desde Avda. Don Bosco hasta Antonio Crespo (IDA) y desde Antonio Crespo hasta Fraternidad (VUELTA)
  - 17: Desde Avda. Los Cisnes (Oro Verde) hasta Avda. Jorge Newbery (IDA) y viceversa (VUELTA)
  - 24: Desde Av. Almafuerte hasta Avda. Los Cisnes (Oro Verde) tanto en la (IDA), como en la (VUELTA)